# Jean-Paul Champagne
Pour les articles homonymes, voir Champagne.
Jean-Paul Champagne, né à Montréal, le 24 juin 1931, est un enseignant et homme politique québécois.
Il est élu député du Parti québécois dans Mille-Îles lors de l'élection de 1981. Il est défait à l'élection suivante, en 1985.
Il a été président de la Société Saint-Jean-Baptiste de Montréal de 1977 à 1978.

## Biographie
Jean-Paul Champagne est titulaire d'un baccalauréat ès arts et d'une licence en pédagogie de l'Université de Montréal. Il fait des études en lettres à l'Université d'Ottawa de 1963 à 1966 et est également titulaire de deux certificats en animation de groupe de l'Université de Montréal complétés de 1973 à 1975. Il suit des cours en relations publiques et en communications à l'École des hautes études commerciales.
Il est par la suite professeur de français dans plusieurs établissements de 1955 à 1980.
Il est élu député du Parti québécois dans Mille-Îles en 1981. Lors de son mandat, il est vice-président de la Commission de la culture du 5 février au 23 octobre 1985. Il se représente en 1985, mais n'est pas réélu.
En 1986, il devient consultant et président de Jean-Paul Champagne, relations publiques. Par la suite, de 1987 à 1990, il est président de la Fédération de l'informatique du Québec, section Laval. Il est directeur général de la Fondation Cité de la santé de Laval de 1989 à 1994 et secrétaire général de l'Association des fondations des hôpitaux du Québec de 1991 à 1993.
Jean-Paul Champagne s'implique dans plusieurs organisations. Il est notamment vice-président de la Société Saint-Jean-Baptiste de Montréal de 1995 à 1998, président de la Fondation du Prêt d'honneur de 1996 à 1998, président de la Corporation de la Maison du Prêt d'honneur en 1998 et vice-président de la gestion de cette maison de 2001 à 2008, président-directeur général de la campagne de financement de la fondation éponyme de 2002 à 2004, ainsi que président de l'Amicale des anciens parlementaires du Québec de 2003 à 2005 et membre du conseil d'administration à titre d'administrateur de 2001 à 2003 et de président sortant de 2005 à 2006. Il est également vice-président Amérique de l'Union mondiale des associations d'anciens parlementaires francophones en 2004 et en 2005.

## Distinctions et prix
Il reçoit le prix Jean-Noël-Lavoie en 2014, remis par l'Amicale des anciens parlementaires de l'Assemblée nationale du Québec.